# متحف الفنون الجميلة (كراكاس)
متحف الفنون الجميلة (لغة إسبانية: Museo de Bellas Artes or MBA) هو متحف فني في كاراكاس بفنزويلا والذي تأسس عام 1917 م. ويعد البناء الحالي للمتحف من تصميم المعمار كارلوس راؤول فيلانوفا وذلك بدمج طريقة البناء التراثية الجديدة التي اشتهرت في ثلاثينينيات القرن العشرين، و العمارة القاسية التي اشتهرت في سبعينيات القرن العشرين كذلك.
في السبعينيات انتقل المتحف من بناءه التراثي الحديث ليكون مكانه أفضل لمعرض الفنون الوطني. ومما يذكر أن المتحف به قطع فنية من مصر القديمة.